# Planescape
Planescape è un'ambientazione per il gioco di ruolo fantasy Dungeons & Dragons, progettata originariamente da David "Zeb" Cook e pubblicata nel 1994 dalla TSR
L'ambientazione si sviluppa nei numerosi piani di esistenza creando un'intera cosmologia chiamata The Great Wheel ("la grande ruota"), originariamente sviluppata nel Manuale dei Piani di Jeff Grubb, e include in sé molte delle altre ambientazioni di Dungeons & Dragons, collegandole mediante portali magici interdimensionali.

## Storia editoriale
Lo sviluppo di Planescape cominciò all'inizio degli anni novanta su idea di Slade Henson per aggiornare l'originale Manual of the Planes pubblicato per la prima edizione di Advanced Dungeons & Dragons. Il lavoro fu inizialmente assegnato a Dori Hein e da Jeff Grubb (l'autore del primo Manuale of the Planes), ma lo sviluppo procedette a rilento e fu infine assegnato a David "Zeb" Cook. Nel frattempo l'obiettivo del progetto si trasformò da una semplice revisione del vecchio manuale allo sviluppo di un'ambientazione completa che avrebbe dovuto sostituire Spelljammer
Nelle parole di Cook le richieste della TSR erano di «... creare una campagna completa (non semplicemente un luogo da visitare) in cui potessero sopravvivere anche personaggi di basso livello, il più possibile compatibile con il vecchio Manual of the Planes, che avesse un senso di vastità senza sopraffare il master, distinta dalle altre ambientazioni della TSR, privo delle parole "demoni" e "diavoli" e che fosse spiegabile al marketing in 25 parole o meno.» Cook si ispirò per lo sviluppo dell'ambientazione alle sue letture di quel periodo, opere molto diverse dal fantasy classico, come per esempio il Dizionario dei Chazari, Einstein's Dreams, il poema giapponese del XVII secolo L'angusta via di Oku (Oku no Hosomichi di Matsuo Bashō), la raccolta di poesie di Borges L'artefice e quella di Calvino, Le città invisibili, alla visione di film come Il pasto nudo e l'horror/fantasy tailandese Lang nu bai mo e all'ascolto della musica dei Pere Ubu, di Philip Glass e dell'Alexander Nevsky
Per poter dare ai personaggi un luogo in cui far base, Cook creò Sigil, una grande città con portali che si aprono su tutte le altre dimensioni, divisa in fazioni ognuna rappresentante un'idea filosofica portata all'estremo e governata dalla Lady of Pain. Nello sviluppo dell'ambientazione Cook scartò gli elementi del Manual of the Planes che rendevano troppo difficile la sopravvivenza ai personaggi di basso livello o che erano troppo complicati da gestire in gioco. L'aspetto distintivo dell'ambientazione è dovuto principalmente a Dan Knutson (che preparò i primi disegni e ideò l'aspetto della Signora del Dolore) e Tony DiTerlizzi (principale autore delle illustrazioni della linea).
Successivamente Cook commentò che il successo dell'ambientazione fu anche dovuto al fatto che riuscì a lavorarci sopra senza interferenze dalla dirigenza della TSR.

## Ambientazione

### Sigil
Sigil, la "Città delle Porte", è completamente contenuta all'interno di un toroide di cui ricopre la superficie interna, situata in cima alla Spira, un picco di altezza infinita al centro delle Terre Esterne. Non c'è un cielo, ma solo una luce diffusa che illumina tutto; il passare dei giorni è creato dall'aumentare e diminuire dell'intensità della luce. L'unico modo per entrare (e uscire) da Sigil è attraverso gli innumerevoli portali che si trovano in essa e che portano in tutti gli altri piani di esistenza. Poiché l'unica maniera di lasciarla è attraverso un portale, viene anche detta "La Gabbia" da chi non possiede la chiave di uno dei portali.
Sigil è controllata dalla misteriosa Signora del Dolore ("Lady of Pain"), che tipicamente non si occupa degli affari giornalieri, ma interviene solo quando qualcosa minaccia la stabilità di Sigil stessa. Normalmente appare come una donna fluttuante in una lunga tunica che indossa una maschera metallica circondata da lame. Le sue motivazioni sono imperscrutabili, ma chi anche accidentalmente la offende o le si oppone viene scuoiato vivo o teleportato nel suo labirinto segreto.
Teoricamente Sigil è un terreno neutrale, non vi si devono combattere guerre e nessun esercito può attraversarla. Inoltre nessuna divinità o essere di pari potere può entrarvi. Alcuni hanno tentato di farlo travestiti da avatar, ma sono stati rapidamente eliminati dalla Signora del Dolore. Nel modulo Die Vecna Die! si racconta che Vecna tentò di aggirare il divieto passando attraverso Ravenloft invece di usare uno dei portali di Sigil, ma da allora la Signora del Dolore ha evocato dei sigilli magici che impediscono il ripetersi della cosa. Sempre nello stesso modulo si rivela che il toroide al cui interno si trova Sigil è la manifestazione fisica del fulcro del multiuniverso e che gli dei sono banditi da esso perché la loro energia divina potrebbe destabilizzarlo e frantumarlo.

### Fazioni di Sigil
Anche se la Signora del Dolore è il padrone supremo di Sigil, questa compare raramente e il governo giornaliero è nelle mani delle varie fazioni, ed è a loro che le persone si rivolgono in caso di bisogno. Ognuna delle fazioni è basata su un particolare sistema di credenze e spesso credenze contrastanti rendono avversarie due fazioni anche se potrebbero collaborare su particolari obiettivi. Tutte le fazioni nascondono molti segreti, spesso anche ai propri membri.
Per decreto della Signora del Dolore possono esistere solo quindici fazioni, ogni nuova fazione si attirerebbe immediatamente la sua ira, salvo che non distrugga e sostituisca una delle quindici già esistenti. Nel passato sono esistite molte più fazioni, ma dopo una guerra chiamata Grande Sconvolgimento, la Signora decretò il limite massimo di quindici fazioni, dando due settimane di tempo per adeguarsi o avrebbe ucciso tutti.
Ogni fazione è guidata da un Factol. I membri di alto rango sono detti Factors, quelli di medio livello Factotums. I membri di livello più basso sono detti Namers perché molti di essi credono solo debolmente nella filosofia della propria fazione e sono quindi membri solo in nome.
Le quindici fazioni originarie, descritte nel Planescape Campaign Setting sono:
Athar (gli Sfidanti, gli Gnostici, i Perduti)Gli Athar negano non solo il diritto degli dei di giudicare gli uomini, ma anche la loro stessa divinità. Affermano che gli dei (da loro detti "poteri") non siano onnipotenti e sfruttino i mortali come pedine per conseguire i propri obiettivi; per tale ragione, gli dei non meritano l'adorazione dei mortali. I chierici di Athar incanalano il potere divino da quello che chiamano "il Grande Ignoto" che pensano essere la forza divina dietro a ogni cosa. Il loro quartier generale in Sigil è nel Tempio Infranto, in precedenza il tempio del dio Aoskar, ucciso dalla Signora del Dolore.
Credenti della Fonte (i Divini)I suoi membri sono convinti che ogni vita sia una prova e che ognuno abbia la potenzialità di diventare un dio. Il loro quartier generale è nella Grande Fonderia, a simbolizzare la convinzione che il multiverso forgi e raffini costantemente tutti gli esseri. Il loro obiettivo finale è l'apoteosi.
Trista Cabala (i Depressi, i Pazzi)I membri della Trista Cabala negano che esista un sistema di credenze meritevole, sono convinti che l'universo abbia solo governanti fisici, ma non metafisici o filosofici, pertanto il significato della vita deve venire da sé stessi. Il loro quartier generale è nel manicomio di Sigil.
Custodi del Fato (gli Affondatori)I suoi membri credono nella santità e nell'inevitabilità dell'entropia. Considerano il decadimento e la distruzione come una cosa necessaria: la distruzione completa del multiverso aprirà la via a nuovo mondo perfetto. Il loro quartier generale è nell'Armeria di Sigil dove forgiano nuove armi e strumenti di distruzione.
Cinerei (i Morti)I membri dei Cinerei pensano che la morte e la vita siano entrambe un falso stato dell'esistenza, e che esista uno stato di vera morte alla quale si può giungere solo negando i propri desideri e bisogni, sia emozionali che fisici (una concezione simile all'oblio, ma concettualmente anche al nirvana). Il loro quartiere generale è nel Mortuario, dove i morti di Sigil sono sepolti o cremati.
Predestinati (gli Avidi, i Senza Cuore, gli Spietati)I membri di questa fazione credono che il potere e l'abilità diano il diritto di controllare e prendere quello che si può da chi è incapace di tenerlo, e che è loro diritto sfruttare ogni situazione a loro vantaggio, indifferentemente dagli altri. Il loro quartier generale è nella Sala dei Registri dove servono come esattori delle tasse di Sigil.
Confraternita dell'Ordine (i Governatori)I suoi membri credono che la conoscenza sia potere e imparano a sfruttare sia le leggi naturali dell'universo che quelle della società. Il loro quartier generale è la Corte Cittadina dove servono come giudici e avvocati.
Lega Libera (gli Indep, Indipendenti)I suoi membri rifiutano le altre fazioni e il loro dogmatismo burocratico e ieratico, in effetti non considerano sé stessi come una fazione. Per questi motivi non hanno un factol o un quartier generale ufficiale, sebbene usino il Gran bazaar come sede non ufficiale. Credono che la libertà individuale sia il massimo bene.
Harmonium (le Teste Quadre)I suoi membri sono convinti che la pace e la stabilità possano essere ottenuti solo tramite il loro governo. La fazione conosciuta come Harmonium è in realtà solo una piccola parte di una più grossa entità politica che governa sull'intero mondo del primo materiale di Ortho. In Sigil servono come forza di polizia della città e il loro quartier generale è nella Caserma.
Mercykillers (la Morte Rossa)I suoi membri credono nella giustizia e nella vendetta a tutti i costi. Appropriatamente il loro quartier generale è nella Prigione di Sigil dove eseguono le sentenze contro i colpevoli.
Lega Rivoluzionaria (gli Anarchici)Gli anarchici sono convinti che l'ordine sociale e le leggi dell'uomo siano inerentemente corrotte e che devono essere distrutte, sebbene nessuno dei suoi membri sia d'accordo su che cosa dovrebbe rimpiazzarle. Come gli Indeps non hanno un factol o un quartier generale, sebbene abbiano molte sedi e luoghi segreti di riunione.
Segno dell'Uno (i Segnati)I segnati sono convinti che ognuno sia il centro della sua propria realtà che la realtà possa essere plasmata dalla forza dell'immaginazione. Il loro quartier generale è la Sala degli Oratori che ospita il corpo legislativo di Sigil. Alcuni di essi sono solipsisti, sebbene la maggior parte non sia così estrema.
Società delle Sensazioni (i Sensisti)I sensisti credono che accumulare nuove esperienze sensoriali sia la sola via per raggiungere l'illuminazione. La loro sede è nella Sala delle Feste dove viene messa in scena un'infinita serie di spettacoli e che dispone di una libreria di esperienze magicamente immagazzinate.
Ordine Trascendente (i Cifrati)I membri dell'ordine credono che attingendo al "ritmo" dei piani e agendo seguendo il puro istinto possano raggiungere uno stato di consapevolezza superiore. Il loro quartier generale è nel Grande Ginnasio di Sigil, dove i suoi membri si addestrano per affinare il corpo e la mente.
Xaositects (i Caotici)I suoi membri credono che la verità si riveli solo nel caos. Il loro quartier generale è nell'Alveare.

## I piani interni
I Piani Interni sono composti ciascuno da un elemento fondamentale dell'universo di D&D, o da una commistione di elementi diversi. Di conseguenza, la loro natura è molto fisica e tangibile, e spesso ostile alla vita.

### Piani Elementali
I piani interni principali, detti semplicemente "piani elementali" sono sei:
- Piano Elementale del Fuoco
- Piano Elementale dell'Acqua
- Piano Elementale dell'Aria
- Piano Elementale della Terra
- Piano dell'Energia Positiva
- Piano dell'Energia Negativa

Essi sono disposti come i vertici di un Ottaedro, con Terra e Aria, Acqua e Fuoco e Positivo e Negativo contrapposti a due a due.

### Piani Para-Elementali
I "piani para-elementali" si formano dove i piani elementali vengono a contatto uno con l'altro, quindi sugli spigoli dell'ottaedro tesi tra i quattro vertici terra-aria-acqua-fuoco. Di conseguenza, sono quattro:
- Fumo (aria + fuoco)
- Ghiaccio (aria + acqua)
- Melma (terra + acqua)
- Magma (fuoco + terra).

### Piani Quasi-Elementali
I "piani quasi-elementali" si formano invece dove i piani elementali vengono a contatto con quelli energetici, quindi lungo i restanti 8 spigoli:
- Fulmine (aria + positivo)
- Minerali (terra + positivo)
- Splendore (fuoco + positivo)
- Vapore (acqua + positivo)
- Vuoto (aria + negativo)
- Polvere (terra + negativo)
- Cenere (fuoco + negativo)
- Sale (acqua + negativo)

## Piano etereo
Il Piano Etereo è un piano connettivo, ovverosia un piano che tocca molti altri piani (più precisamente, il Primario ed i Piani Interni). Viene spesso descritto come un oceano, vasto sia in dimensioni che in profondità. L'Etereo Superficiale (Border Ethereal) è la "superficie" di questo oceano, su cui "galleggiano" gli altri piani toccati, mentre l'Etereo Profondo (Deep Ethereal) custodisce al suo interno innumerevoli Semipiani, piccoli mondi autonomi, spesso artificiali e creati da divinità o potenti maghi o psionici.

## Piano astrale
Il piano astrale è un altro piano connettivo, che tocca il Primario e i Piani Esterni. È un piano senza tempo, vasto e vuoto. Quando un dio muore, il suo corpo privo di vita appare nell'Astrale. Queste masse di materia fluttuante sono tra le poche aree solide dell'Astrale, e vengono talvolta colonizzate ed abitate.
Maghi e psionici si possono proiettare sul piano astrale, restando collegati al loro corpo tramite un sottile filo d'argento.

## Piani esterni
I Piani Esterni sono associati a ideologie e concetti astratti, in particolare il sistema degli Allineamenti. Sono disposti in un cerchio, chiamato la Grande Ruota.
Sono 17, ciascuno con un diverso allineamento:
| Celestia | Bytopia | Elysium        | Terre Bestiali | Arborea     |
| Arcadia  |         | ↑Bene↑         |                | Ysgard      |
| Mechanus | ←Legge  | Terre Esterne  | Caos→          | Limbo       |
| Acheron  |         | ↓Male↓         |                | Pandemonium |
| Baator   | Gehenna | Distese Grigie | Carceri        | Abisso      |

Il Dominio Concordante delle Terre Esterne:Esso è equidistante da tutti gli altri,ed è quindi il perno della grande ruota. Ospita la Metropoli Planare di Sigil,La città delle porte, dai cui portali si accede virtualmente ad ogni luogo del Multiverso.
I Campi Benedetti dell'Elysium; esso è il piano del bene più puro. Lo costituiscono quattro Strati distinti:
- Amoria:Un luogo di pianure e foreste pacifiche, intervallate da villaggi in cui vige concordia e serenità.
- Eronia:Un luogo di montagne selvagge e incontaminate, che mette alla prova gli spiriti ardimentosi.
- Belierin:Un Luogo di stagni e acquitrini brulicanti di vita, dove la foschia è illuminata dalla luce del bene.
- Thalasia:Un luogo di Mari profondi, ove sfocia il fiume planare Oceanus, punteggiato di isole dove dimorano le anime dei virtuosi.

Le Grigie Distese dell'Ade sono il luogo della malvagità più cupa e disperata. Esso è suddiviso in tre strati distinti chiamate apatie:
- Oinos
- Niflheim
- Pluton

Il Nirvana Meccanico di Mechanus, con i suoi ingranaggi sempre in movimento è il regno della legge e dell'ordine.
Il Caos Mutevole del Limbo è il dominio del caos e del mutamento continuo.
Gli altri piani sono distribuiti equamente fra questi 4. Partendo da Mechanus verso l'Ade ci sono:
Il Campo di Battaglia Infernale dell'Acheronte:Un luogo di eterno conflitto, senza mai un vincitore. Esso si divide in quattro strati distinti:
- Avalas: Detto a sua volta il Campo di Battaglia ospita la maggior densità di planetoidi metallici detti Cubi, dove sorgono le fortezze dei combattenti, e dove hanno luogo le loro eterne battaglie.
- Thuldanin: Questo piano di giganteschi cubi metallici ospita vaste discariche di materiali abbandonati; lo strato pietrifica inesorabilmente qualsiasi oggetto o persona vi rimanga troppo a lungo.
- Tintibulus: I corpi solidi che galleggiano in questo strato sono frequentemente a quattro, otto, dieci e dodici facce, e possono essere molto piccoli, a differenza dei precedenti. Sono coperti di cenere magmatica, e si scontrano spesso fra loro con clamore.
- Ocanthus: In questo strato non ci sono cubi, ma frammenti vaganti; Alcuni di essi scatenano le cosiddette Tempeste di Lame, scontrandosi con gli ignari viaggiatori.

I 9 Inferi di Baator:Questa immensa voragine conica è la dimora dei Diavoli e si suddivide in ben nove strati distinti:
- Avernus: Il primo inferno è il punto d'arrivo delle anime dannate, e il campo di battaglia dove le orde demoniache si scontrano con l'esercito dei diavoli. Palle di Fuoco gigantesche precipitano sul suolo punteggiato di fortezze, dove scorre il Fiume Stige.
- Dis: Un'unica, immensa città, dalle mura di ferro arroventato, si estende in questo strato, che conserva le copie dei numerosi contratti delle Anime Dannate.
- Minauros: Una palude mefitica, che minaccia di inghiottire ogni cosa nel fango, questo è Minauros; le vaste ricchezze materiali degli inferi sono qui conservate.
- Flegesto: Un'infinita parete rocciosa a picco su un mare di magma rovente, questo è Flegesto. Qui una corte infernale discute i casi e le controversie.
- Stygia: Un Oceano Gelido costellato di Icebergs, questa è Stygia. Qui si trovano le temute armerie infernali.
- Malebolge: Un'immensa catena montuosa circolare, che trema e frana di continuo, queste sono le Malebolge, Campo di addestramento infernale.
- Maladomini: Immense pianure costellate di città decadenti, questo è Maladomini, dove i Diavoli apprendono i segreti dell'inganno, del sotterfugio e della corruzione.
- Cania: Una distesa di ghiaccio battuta dal vento questa è Cania; qui sono custoditi i segreti della magia Infernale.
- Nessus: Un'immensa voragine che si snoda con spire serpentine, Nessus è la sede del supremo signore dei Diavoli, Il Signore dei Nove; qui si riuniscono a consiglio i più potenti fra i signori infernali.

La Cupa Eternità della Gehenna. Questo luogo dominato dall'egoismo è popolato dagli infidi Yugoloth, i mercenari immondi. Esso si suddivide in quattro strati, ciascuno dominato da un grande vulcano, più o meno attivo.
Proseguendo dall'Ade verso il Limbo troviamo:
- Le Profondità Tartaree di Carceri
- Gli Infiniti Strati dell'Abisso
- Le Profondità Ventose del Pandemonium

Andando dal Limbo verso l'Elysium troviamo:
- I Domini Eroici di Ysgard
- Le Foreste Olimpie di Arborea
- Le Distese Selvagge delle Terre Bestiali

Infine, andando dall'Elysium verso Mechanus troviamo:
- I Paradisi Gemelli di Bytopia
- I 7 Cieli Ascendenti di Celestia
- I Pacifici Regni di Arcadia

## Primario
Il primario (primo mondo materiale) è la rappresentazione di quello che per noi potrebbe essere un mondo fantasy medievale. La scelta di come caratterizzare tale mondo è lasciata alla fantasia dei Master.
Potrebbe essere Faerûn o un medioevo fantasy creato ad hoc.
L'unica caratteristica che mantiene è quella di un mondo caratterizzato da continue guerre, contrapposizioni di razze e lotte per il potere.

## Pubblicazioni

### Set in scatola
- David "Zeb" Cook, David Wise (1994), Planescape Campaign Setting, ISBN 1-56076-834-7
- Wolfgang H. Baur, Lester Smith (1994), Planes of Chaos,
- Wolfgang H. Baur, Colin McComb (1995), Planes of Law, ISBN 0-7869-0309-0
- Jeff Grubb, Colin McComb (1995) A Player's Primer to the Outlands, ISBN 0-7869-0121-7
- Monte Cook, Dale A. Donovan, Colin McComb (1995), Planes of Conflict, ISBN 1-56076-874-6
- Monte Cook, Colin McComb (1996), Hellbound: The Blood War, ISBN 0-7869-0407-0

### Accessori
- (1996) Planescape Conspectus, brochure introduttiva all'ambientazione
- Wolfgang H. Baur, Rick Swan (1995), In the Cage: A Guide to Sigil, ISBN 0-7869-0111-X
- Tim Beach, Dori Jean Hein, J.M. Salsbury (1995) The Factol's Manifesto, ISBN 0-7869-0141-1
- Monte Cook (1996) The Planewalker's Handbook, ISBN 0-7869-0460-7
- Colin McComb (1996), On Hallowed Ground, ISBN 0-7869-0430-5
- Ray Vallese (1996), Uncaged: Faces of Sigil, ISBN 0-7869-0385-6. Raccolta di personaggi non giocanti pronti per l'uso
- Monte Cook (1995), A Guide to the Astral Plane, ISBN 0-7869-0438-0
- Colin McComb (1997) Faces of Evil: The Fiends, ISBN 0-7869-0684-7
- Bruce R. Cordell (1998), A Guide to the Ethereal Plane, ISBN 0-7869-1205-7
- William W. Connors, Monte Cook (1998),The Inner Planes, ISBN 0-7869-0736-3
- (1994) Planescape Monstrous Compendium Appendix, ISBN 1-56076-862-2
- Richard Baker (1995) Planescape Monstrous Compendium Appendix II, ISBN 0-7869-0173-X
- Monte Cook (1998) Planescape Monstrous Compendium Appendix III, ISBN 0-7869-0751-7
- Tony DiTerlizzi (1994), The Planescape Sketchbook, raccolta in serie limitata delle illustrazioni prodotte per l'ambientazione

### Avventure
- Richard Baker (1994), The Eternal Boundary, ISBN 1-56076-843-6
- Colin McComb (1994) Well of Worlds, ISBN 1-56076-893-2
- Skip Williams (1994), In the Abyss, ISBN 1-56076-908-4
- J.M. Salsbury, Bill Slavicsek (1994), The Deva Spark, ISBN 1-56076-916-5
- Steve Perrin, Ray Vallese (1995) Fires of Dis, ISBN 0-7869-0100-4. Un'avventura nei piani esterni alla ricerca di una spada rubata.
- Bill Slavicsek (1995), Harbinger House, ISBN 0-7869-0154-3
- Ray Vallese (1996) Something Wild, ISBN 0-7869-0377-5
- Bill Slavicsek (1996),Doors to the Unknown, ISBN 0-7869-0447-X. Una collezione di quattro brevi avventure
- Monte Cook, Colin McComb (1997), The Great Modron March, ISBN 0-7869-0648-0. Undici avventure basate sulla grande marcia dei modron
- Monte Cook, Ray Vallese (1998), Faction War, ISBN 0-7869-1203-0
- Monte Cook (1997), Dead Gods, ISBN 0-7869-0711-8. Due avventure che possono essere giocate separatamente o unite a formare un'unica campagna. Nella prima i giocatori devono impedire ad una divinità uccisa e successivamente risorta di portare a termine la sua vendetta, mentre nella seconda devono impedire lo scoppio di una guerra tra le fazioni a Sigil
- Monte Cook (1998) Tales From the Infinite Staircase, ISBN 0-7869-1204-9

### Romanzi
- James Alan Gardner (1996) Fire and Dust, rifiutato per la pubblicazione e pubblicato online dall'autore[8]
- Troy Denning (1997) Pages of Pain, ISBN 0-7869-0508-5
- Ray Vallese and Valerie Vallese (1999), Torment, ISBN 0-7869-1527-7. Basato su una delle prime bozze della trama per il videogioco Planescape: Torment.
- Trilogia Blood Wars ("Guerre del sangue")
- J. Robert King (1996) Blood Hostages, ISBN 0-7869-0473-9[9]
- J. Robert King (1996), Abyssal Warriors, ISBN 0-7869-0501-8[9]
- J. Robert King (1997),Planar Powers ISBN 0-7869-0532-8[9]